# Ptygura beauchampi
Ptygura beauchampi is een raderdiertjessoort uit de familie Flosculariidae. De wetenschappelijke naam van deze soort is voor het eerst geldig gepubliceerd in 1940 door Edmondson.